# 吸引性 (心理學)
吸引性（Absorption），或譯作專注性，是一種性格或人格特質，有這種人格特徵的人會沉浸於其心理意象，尤其是沉浸於幻想。因此，這一特質與幻想傾向人格高度相關。最初關於吸引性的研究是由美國心理學家奧克·特勒根（Auke Tellegen）提出的。 吸引性這個概念是為了將有催眠敏感性（hypnotisability或hypnotizability）的個體差異與更普遍的人格特徵聯繫起來而建構的。吸引性與催眠敏感性有著變化無常的相關性（ r=0.13–0.89）。這種相關性變動也許是因為除了廣泛的人格傾向外，情境因素也在催眠敏感性測試中扮演重要的角色。吸引性是多維人格問卷評估的特質之一。

## 測量
吸引性最常使用特勒根吸引性量表（Tellegen Absorption Scale，TAS）測量。這個量表有幾個版本可供使用，最近的版本是Graham Jamieson所提供的修改後的拷貝本。 特勒根吸引性量表由九個內容群集或分量表組成：
- 對迷人刺激易起反應
- 對誘導刺激易起反應
- 意象性思維
- 喚起生動和暗示性影像的能力
- 跨形態的體驗——例如：联觉
- 沉浸於思考和想像
- 生動的過去記憶
- 擴展覺察（awareness）的經歷
- 意識狀態改變（Altered state of consciousness）

Glisky等人1991年的一項研究總結道，比起意象思維、擴展覺察的經歷或著迷於思想和想像，催眠敏感性與特勒根吸引性量表中的對迷人刺激或誘導刺激的響應性有著更密切的相關性。
特勒根吸引性量表的修訂版已收錄於特勒根的多維人格問卷（Multidimensional Personality Questionnaire，MPQ）中，吸引性在該問卷被視為基本且普遍的特徵。在多元人格問卷中，吸引性有兩個分量表，分別稱為「有感覺能力的」（sentient）和「容易產生想像和變化的狀態」（prone to imaginative and altered states）。
特勒根已將特勒根吸引性量表的版權轉讓給明尼蘇達大學出版社。自1990年代起，人們普遍認為特勒根吸引性量表現在屬於公有領域，並且流傳著各種改進版本。然而，最近明尼蘇達大學出版社已重申其版權，並認為這些後來的版本未經授權，並質疑這些版本是否真的有改進。

## 與其他人格特質的關係
吸引性與五大人格模型中的經驗開放性密切相關。 使用因子分析的研究表明，五大人格因子量表的經驗開放性量表的「想像力」（Fantasy）、「審美感受性」（Aesthetics）和「內在情緒感受性」（Feelings）的方面與吸引性和預期的催眠敏感性密切相關，而「求知慾」（ideas）、「行為多樣性」（Action）和「非傳統價值觀偏好」（Values）的其餘三個方面的量表在很大程度上則與之無關。吸引性與外向性或神經質無關。一項研究發現吸引性和認知需求之間存在正相關。吸引性與氣質和性格量表中的自我超越有很強的關聯。 

## 情感體驗
吸引性可以促進正面和負面的情緒體驗。吸引性帶來的正面體驗包括享受音樂、藝術和自然美景（如晚霞）以及作愉快的白日夢。吸引性也與各種形式的適應不良有關，如惡夢頻率和焦慮敏感性（對自己的焦慮症狀感到害怕）和解離症状。吸引性可能會放大輕微的身體症狀，導致與對身體內部感覺極度敏感的相關病症的風險增加，例如體化症和恐慌症。當人們既容易高度被吸引又容易出現與負面情緒相關的人格特質時，就可能會面臨上述的特殊風險。

## 意識狀態改變
吸引性有個核心特徵是一種集中注意力的體驗，在這種狀態下「吸引注意力的對象獲得了一種通常只留給自己的重要性和親密感，因此該對象可能會獲得一種暫時的類似自我的特性。這些對於對象的認同具有神秘主義的色彩。」 這種集中注意力的能力有助於體驗到意識狀態改變。吸引性除了與個體間的催眠敏感性差異有關，還與其他用於改變意識狀態的方法的個體間反應差異有關，這些方法包括冥想、吸食大麻和生理回饋療法。對裸蓋菇素藥物的不同反應研究的回顧發現，在所有評估的心理變數中，吸引性是對意識狀態改變的個體的體驗強度造成最大影響的心理變數。吸引性與整體意識改變以及裸蓋菇素所引起的神秘體驗和視覺效果密切相關。研究人員認為，個體之間在吸引性以及對於致幻藥物的反應差異可能與血清素受體（特别是5-HT 2A ）的結合潛力有關，而血清素受體是LSD和裸蓋菇素等典型致幻劑的主要作用部位。
一系列研究發現，吸引性較高的人較容易有獲得宗教體验（也稱作靈性體驗）的傾向，這種體驗可能有類似感官的特性（例如，稱聖靈「貫穿」他們）。目前已經發現，可以預測吸引性較高的人在佩戴上帝頭盔的安慰劑版本時，會報告更多更強烈的神秘體驗（也就是說，頭盔照理說會透過對大腦顳葉的磁刺激來誘導靈性體驗，但安慰劑版本的頭盔實際上未提供磁刺激。）此外，在大多數研究中，吸引性較高的人報告說，在觀看廣闊的風景、藝術展覽和其他可能引起敬畏的事物時，他們會體驗到更大程度的敬畏。鑑於上述這些關於靈性體驗、上帝頭盔和敬畏程度的發現，一篇2019年研究論文認為，更大程度的吸引性可能會給個人帶來更大的「才能」，使他們得以「實際體驗到必須靠想像的事物」。作者認為這是大多數宗教或靈性傳統的一個關鍵，同時指出不一定要否認靈性體驗中所報導的現實。

### 夢境回憶
研究發現，夢境回憶的頻率與吸引性以及與吸引性相關的人格特質（如經驗開放性和解離傾向）有關。對於這個關聯性提出了一個解釋「人類意識的連續性模型」。該模型提出，白天容易出現幻想和白日夢等生動和不尋常經歷的人，往往會有生動和難忘的夢境內容，也因此更容易記住他們的夢。